# Bretenoux
Bretenoux (okzitanisch: Bertenor) ist eine französische Gemeinde mit 1.429 Einwohnern (Stand: 1. Januar 2022) im Département Lot in der Region Okzitanien (zuvor Midi-Pyrénées). Sie gehört zum Arrondissement Figeac und zum Kanton Cère et Ségala. Die Einwohner werden Bretenouviens genannt.

## Geographie
Bretenoux befindet sich 60 Kilometer nordnordöstlich von Cahors, ganz im Norden des Départements Lot. Im Norden verläuft der Fluss Cère, im Süden der Mamoul. Umgeben wird Bretenoux von den Nachbargemeinden Biars-sur-Cère im Norden, Glanes im Osten, Cornac im Südosten, Saint-Michel-Loubéjou im Süden und Südosten, Prudhomat im Süden und Südwesten sowie Girac im Westen und Nordwesten.

## Geschichte
Bretenoux ist eine Bastide, die 1277 gegründet wurde.

### Gefecht vom 9. Juni 1944
Am 8. Juni 1944 blockierten 27 Maquisardsdie Brücke von Bretenoux (Lot) mit Baumstämmen. Der Vormarsch der SS-Panzerdivision „Das Reich“ nach Tulle sollte verlangsamt werden.
Am folgenden Tag standen SS-Einheiten um 6.30 Uhr vor der Brücke. Maquisards verteidigten die Brücke drei Stunden. Am Ende waren 19 von 25 Verteidigern der Brücke gefallen, dazu 13 unbewaffnete Zivilisten. Die Häuser und Geschäfte der Stadt wurden geplündert. Fünf Bauernhöfe wurden niedergebrannt.

## Bevölkerungsentwicklung
| Jahr                       | 1962 | 1968 | 1975 | 1982 | 1990 | 1999 | 2006 | 2018 |
| Einwohner                  | 931  | 1071 | 1115 | 1213 | 1211 | 1231 | 1311 | 1359 |
| Quellen: Cassini und INSEE |      |      |      |      |      |      |      |      |

## Sehenswürdigkeiten

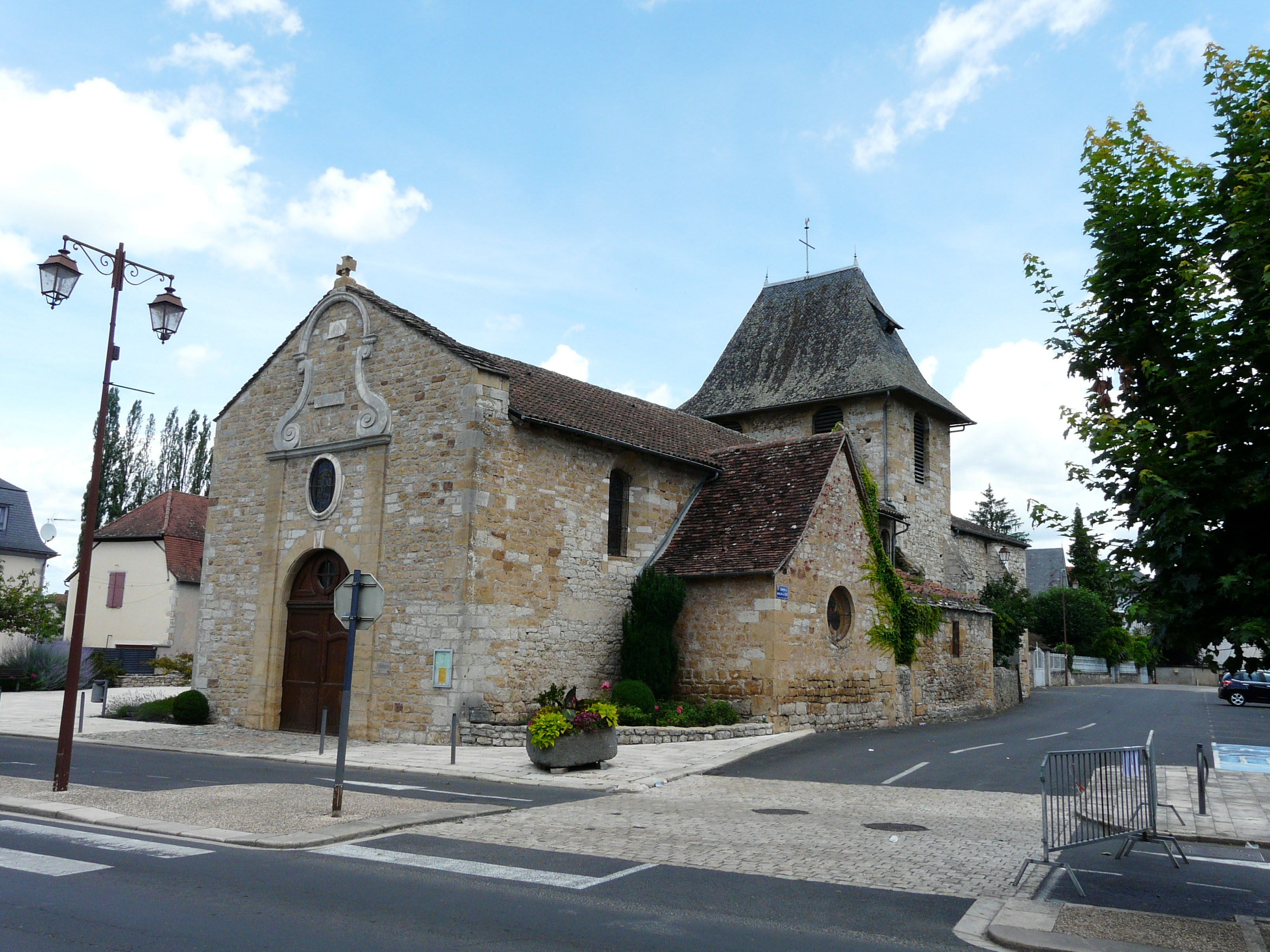
Kirche Sainte-Catherine

- Kirche Sainte-Catherine
- Schloss Castelnau-Bretenoux
- frühere Ortsbefestigung

## Persönlichkeiten
- Adolphe de Lescure (1833–1892), Historiker, Essayist und Autor von Monografien
- Gustave Pradelle (1839–1891), Dramatiker